# Parque nacional El Leoncito

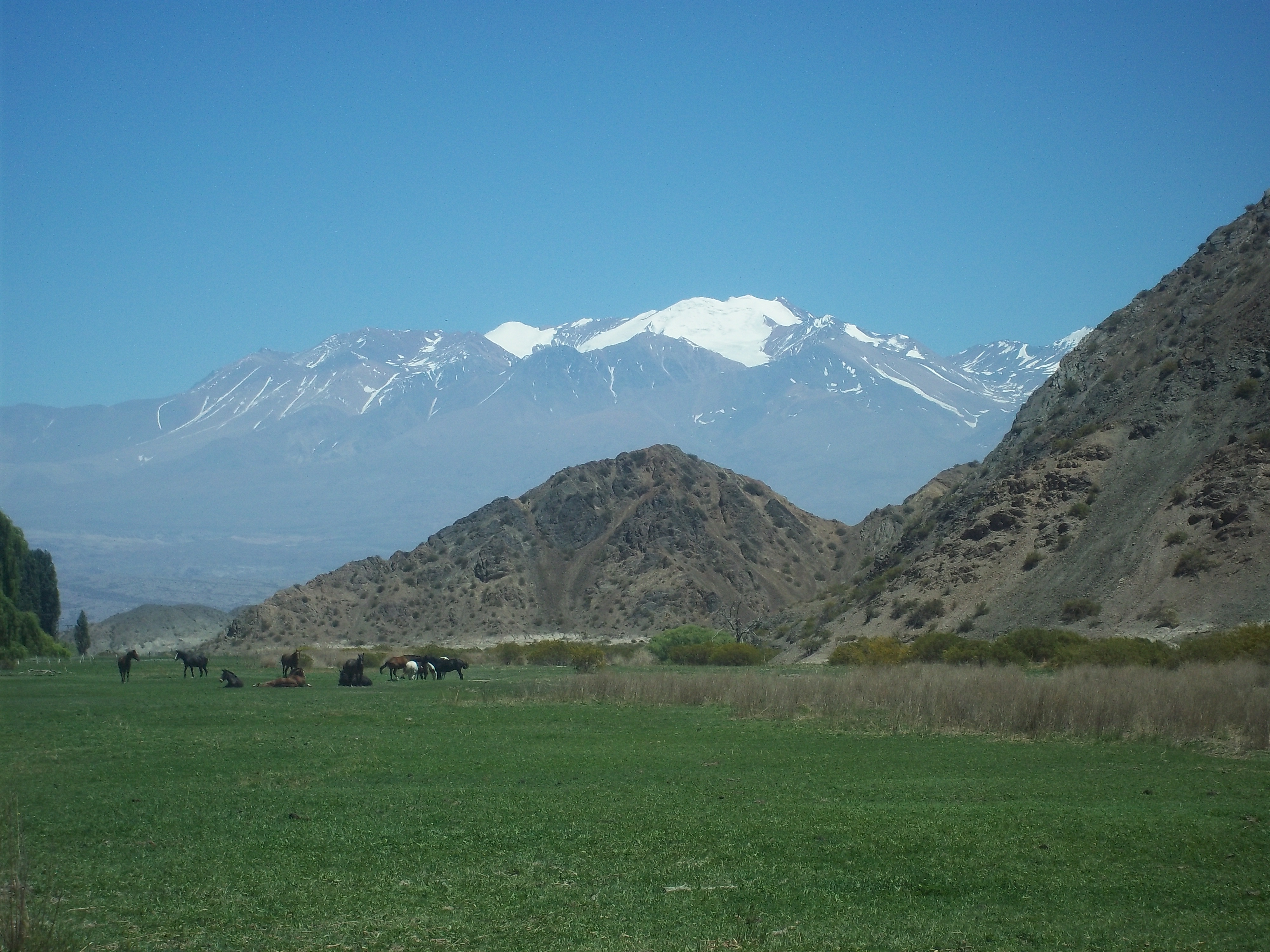
Parque Nacional El Leoncito, Calingasta.

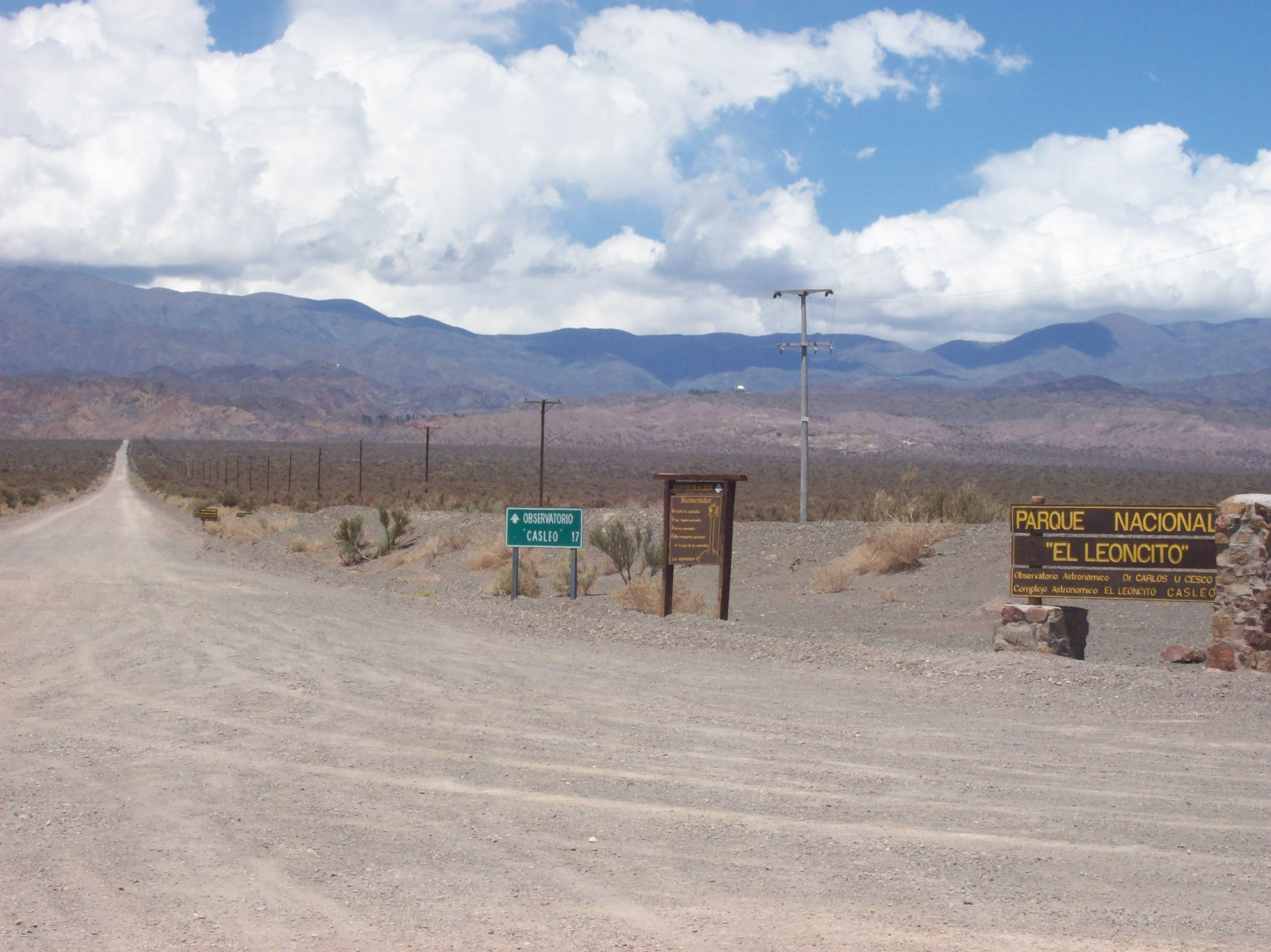
Acceso al parque nacional El Leoncito. Al fondo la sierra del Tontal.

El parque nacional El Leoncito se encuentra sobre los faldeos occidentales de las sierras del Tontal en el sur del departamento Calingasta, extremo suroeste de la provincia de San Juan en Argentina. Se halla a 34 km de la localidad de Barreal y en el límite con la provincia de Mendoza. Posee una superficie de 89 706 ha 7793 m². Se encuentra atravesado por un tramo de 20 km del trazado de la Ruta Nacional 149 que une Barreal con Uspallata.

## Características generales
El plan de manejo del parque nacional destaca los valores a conservar en el mismo: condiciones atmosféricas excepcionales; sistema hídrico de la ladera occidental de la sierra del Tontal y la biodiversidad asociada; tres ecorregiones representadas: Monte de sierras y bolsones, Puna y Altos Andes; presencia de especies endémicas y especies con algún grado de amenaza; especies de valor funcional; recursos paleontológicos de alto valor científico; recursos culturales. 
En su extensión conserva muestras representativas de especies vegetales (especies xerófilas, de ambientes húmedos, de alta montaña y altoandinas), preserva el hábitat de especies animales amenazadas (suri cordillerano y guanaco), protege sitios históricos (casco de la estancia El Leoncito) y yacimientos de importancia paleontológica y arqueológica. Allí existía la presencia de un valle el cual le dio el color blanco radiante que lo caracteriza.
Dentro del parque pueden distinguirse diferentes paisajes, desde el valle hasta la precordillera. En su interior funcionan el Observatorio Félix Aguilar (ex Observatorio Astronómico Dr. Carlos U. Cesco), el Complejo Astronómico El Leoncito (CASLEO), uno de los más importantes del país y una pista de carrovelismo.
El parque nacional registra la existencia de 75 familias de plantas vasculares que contienen a 602 entidades. Se confirmó la existencia de 166 entidades de vertebrados: 26 especies de mamíferos (3 exóticas), 123 especies de aves (2 exóticas), 13 especies de reptiles, 2 especies de anfibios y 2 especies de peces (1 exótica).
El parque nacional registra la presencia de un sitio que data del Imperio incaico, ya que por allí pasaba el Camino del Inca.
El único ingreso habilitado al parque nacional se encuentra en las inmediaciones del arroyo del Leoncito, en el camino que une con la Ruta Nacional 149.

## Zonificación
- Zona de Uso Público Extensivo: abarca 951 hectáreas (1,05% de la superficie total) y comprende: el sendero Rancho de Abajo, el sendero Cerro El Leoncito, el camino (25 m a cada lado del mismo) que va desde el observatorio astronómico CESCO hasta el Mirador Portezuelo del Tontal y la Ruta Nacional 149.
- Zona de uso público Intensivo: abarca 345 hectáreas (0,38% de la superficie total) y comprende una faja de 200 m a ambos lados del camino de ingreso, llegando hasta los observatorios CASLEO y CESCO, además se incluye en esta el sendero interpretativo Paisajes de Agua.
- Zona de Uso Especial: abarca 469 hectáreas (0,52% de la superficie total) y comprende las áreas en las que se encuentra emplazada la infraestructura para llevar a cabo actividades operativas de la APN como de los observatorios (ubicados en esta zona).
- Zona Intangible: abarca 89 079 hectáreas (98,06% de la superficie total) y comprende toda la superficie no incluida en las demás zonas.[3]

## Creación y legislación
El 26 de abril de 1978 la Secretaría de Ciencia y Tecnología de la Nación firmó con la provincia de San Juan un convenio -aprobado por la provincia por decreto n.º 1084/1978- a fin de proceder a la expropiación del campo denominado Leoncito de Arriba para preservar las condiciones óptimas de limpieza de cielo, requeridas para el complejo astronómico de El Leoncito. El 15 de febrero de 1979 el gobernador militar de San Juan sancionó y promulgó la ley n.º 4525 que dispuso la expropiación del campo a cuenta del Gobierno Nacional con los límites siguientes:

ARTÍCULO 3.- La fracción de campo sujeta a expropiación por cuenta y orden de la Nación, ubica en el Departamento de Calingasta, Distrito Barreal, y se individualiza como Fracción A-2 en el plano de mensura visado por la Dirección Provincial de Catastro en Expediente N.º 16/353/69, la que excluye las fracciones A-1 y A-3 del mismo plano, pero que están comprendidas dentro de su perímetro, el que encierra los siguientes linderos y medidas: NORTE, con propietarios desconocidos, en dos líneas de Oeste a Este, puntos N1-N, mide 12.952,50 mts., puntos N-T1 mide 5.129.30 mts; SUR, en parte con campos de Yalguarás y en parte con campos de Santa Clara, de Oeste a Este, en siete líneas, puntos K-D, mide 2.620,30 mts.; Puntos D-DI, mide 1.457,80 mts.; puntos D1-D2, mide 1.956,20 mts.; puntos D2-D3, mide 1.520 mts.; puntos D3-D4, mide 8.230,10 mts.; puntos D4-C5, mide 10.816 mts. y puntos C5-T5, mide 6.878,90 mts.; ESTE, de por medio Sierras del Total, en parte con Campos de Las Cuevas y en parte Campos de los Sombreros, de Norte a Sur, en cuatro líneas, puntos T1-T2, mide 8.115,90 mts.; puntos T2-T3, mide 5.187,90 mts.; puntos T3-T4, mide 7.344 mts. y puntos T4-T5, mide 4.925,50 mts. y OESTE, con más campos de El Leoncito, Fracción "B", en una línea, puntos N1-X, mide 33.978.96 mts. Encierra una superficie según mensura de 72.507 Has. 8.860 mts2 y según título de 71.967 Has. 3.459 mts2.

El 1 de octubre de 1987 la provincia de San Juan sancionó la ley n.º 5771 para proteger la calidad del cielo en torno al complejo astronómico, prohibiendo actividades contaminantes, tales como trazado de caminos, actividades aéreas, luces artificiales, minería y contaminación electromagnética o atmosférica.
El decreto nacional n.º 46/1994 de 13 de enero de 1994 creó la reserva natural estricta El Leoncito bajo jurisdicción de la Administración de Parques Nacionales en las tierras pertenecientes a la Secretaría de Ciencia y Tecnología de la Nación que fueran el campo El Leoncito de Arriba:

Art. 1: CÉEASE la RESERVA NATURAL ESTRICTA (RNE) EL LEONCITO, de una superficie aproximada de SETENTA Y DOS MIL HECTÁREAS (72 000 ha) en tierras del dominio de la Nación, ubicadas en el DEPARTAMENTO DE CALINGASTA, DISTRITO BARREAL-PROVINCIA DE SAN JUAN, de acuerdo con los límites fijados en el artículo 3 del Decreto Ley N.º 4525/79 de la Provincia de San Juan.

El 9 de diciembre de 1996 mediante la sanción de la ley n.º 6764 la provincia de San Juan cedió al Estado Nacional la jurisdicción sobre la reserva natural estricta El Leoncito con el objeto de su transformación en parque nacional:

Artículo 1°. Cédase al Estado Nacional la jurisdicción de la Reserva Natural Estricta El Leoncito, creada según Decreto Nacional N.° 46/94, ubicada en el Distrito Barreal, Departamento Calingasta, acorde a los límites establecidos en el Artículo 3°, de la Ley N.° 4.525, identificada con Nomenclatura Catastral 16-87-540650, con el objeto de que sea declarada Parque Nacional de acuerdo al Régimen establecido por la Ley N.° 22.351.

La ley nacional n.º 25656 sancionada el 18 de septiembre de 2002 y promulgada de hecho el 15 de octubre de 2002 aceptó la cesión de jurisdicción y creó el parque nacional.

ARTÍCULO 1° — Acéptase la cesión de la jurisdicción de la Reserva Natural Estricta "El Leoncito" efectuada por la Provincia de San Juan al Estado nacional, mediante la Ley N.° 6764 sancionada el 21 de noviembre de 1996, en los términos y las condiciones que se precisan en el referido texto legal.
 ARTÍCULO 2° — Declárase parque nacional al área descripta en el artículo 1°, quedando el mismo sometido al régimen de la Ley N.° 22.351.
 ARTÍCULO 3° — Impónese al territorio indicado en el artículo 1° la denominación de Parque Nacional El Leoncito, agregándoselo al sistema de parques nacionales enumerado en el artículo 32 de la Ley N.° 22.351.
 ARTÍCULO 4° — La Administración de Parques Nacionales, deberá elevar al Poder Ejecutivo nacional, una vez en posesión de la superficie cedida, la determinación de los porcentajes de la misma que se afectarán a Parque Nacional y Reserva Nacional respectivamente, como así también los límites de cada una de ellas.

En 2008 la mensura del parque nacional determinó que la superficie se incrementara alcanzando las 89 706 ha 7793 m². En 2009 fue aprobado el Plan de Manejo del parque nacional El Leoncito.

## Administración
Por resolución n.º 126/2011 de la Administración de Parques Nacionales de 19 de mayo de 2011 se dispuso que parque nacional encuadrara para los fines administrativos en la categoría áreas protegidas de complejidad III, por lo cual tiene a su frente un intendente designado, del que dependen 4 departamentos (Administración; Obras y Mantenimiento; Guardaparques Nacionales; Conservación y Uso Público) y la división de Despacho y Mesa de Entradas, Salidas, y Notificaciones. La intendencia tiene su sede en la localidad de Barreal.

## Galería de imágenes

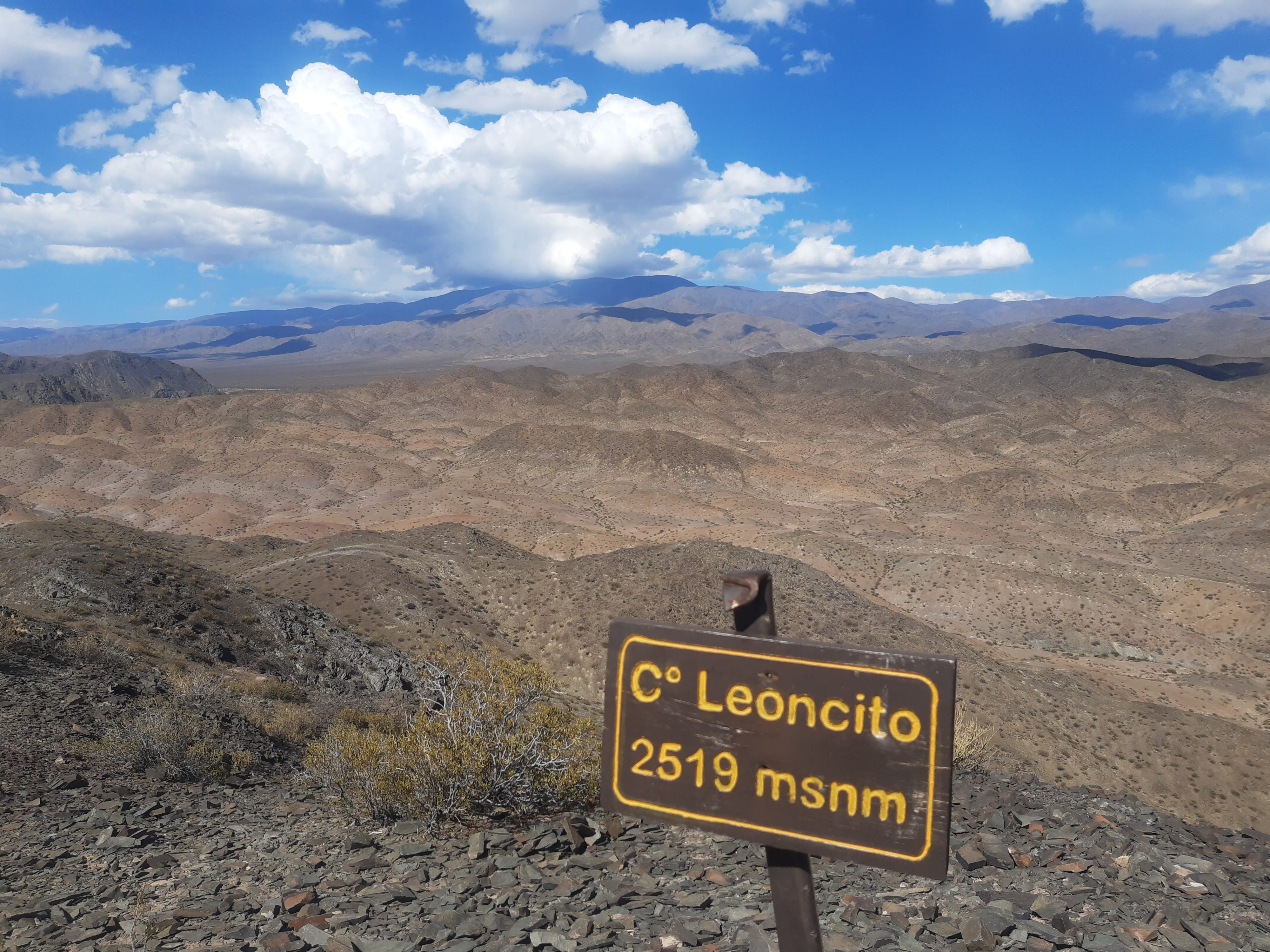
Cerro el leoncito
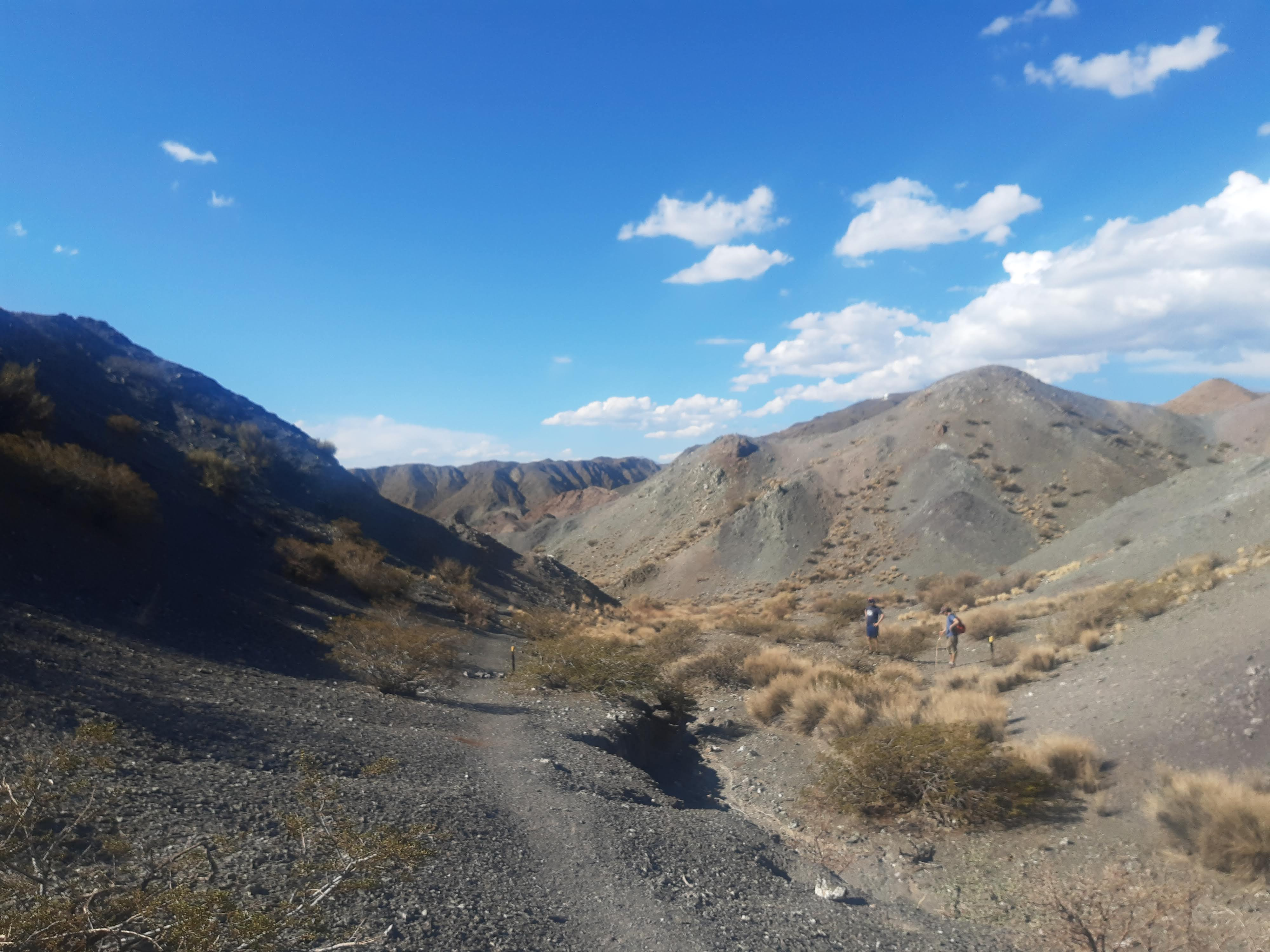
Parque nacional El Leoncito
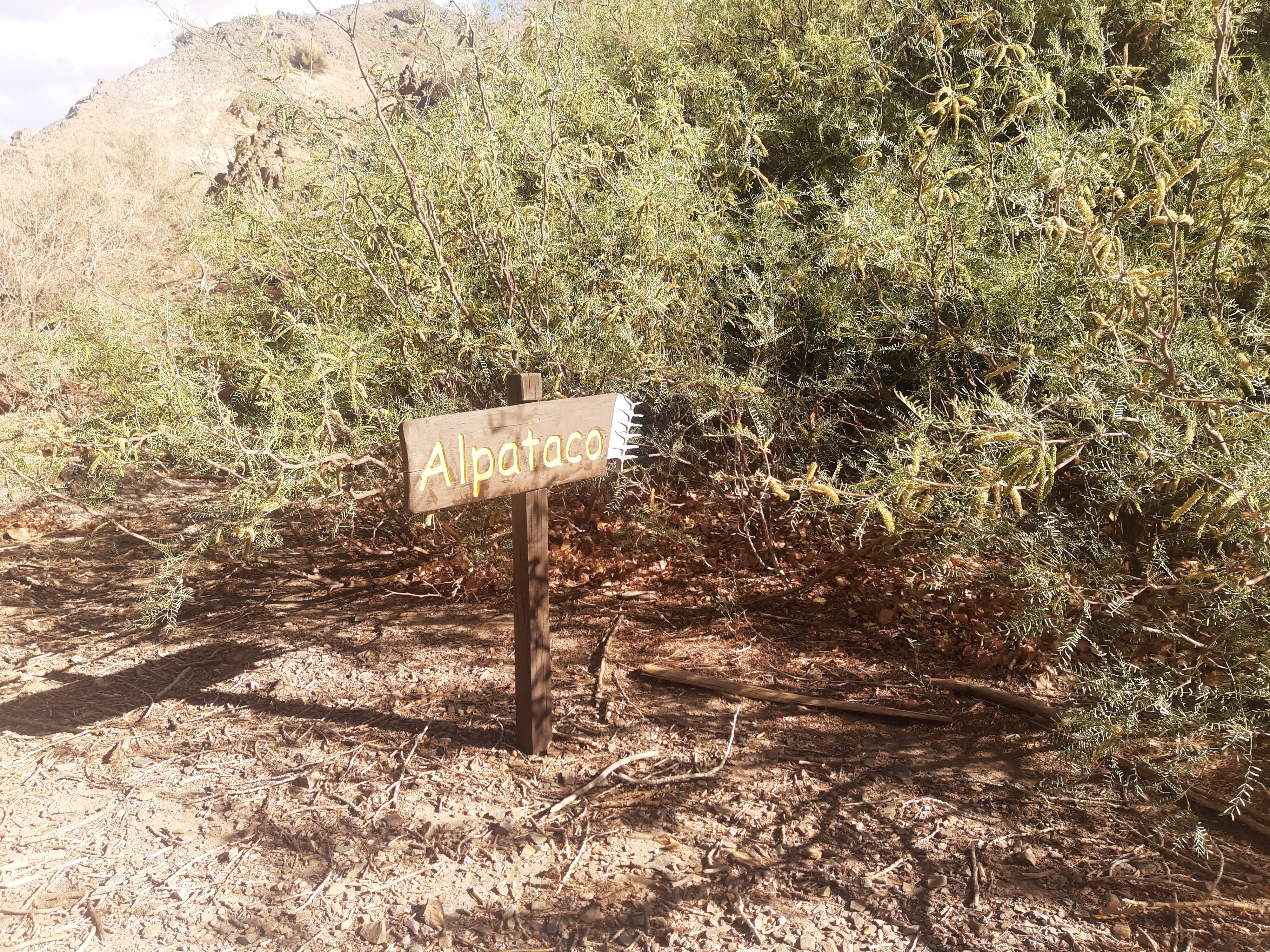
Flora del parque
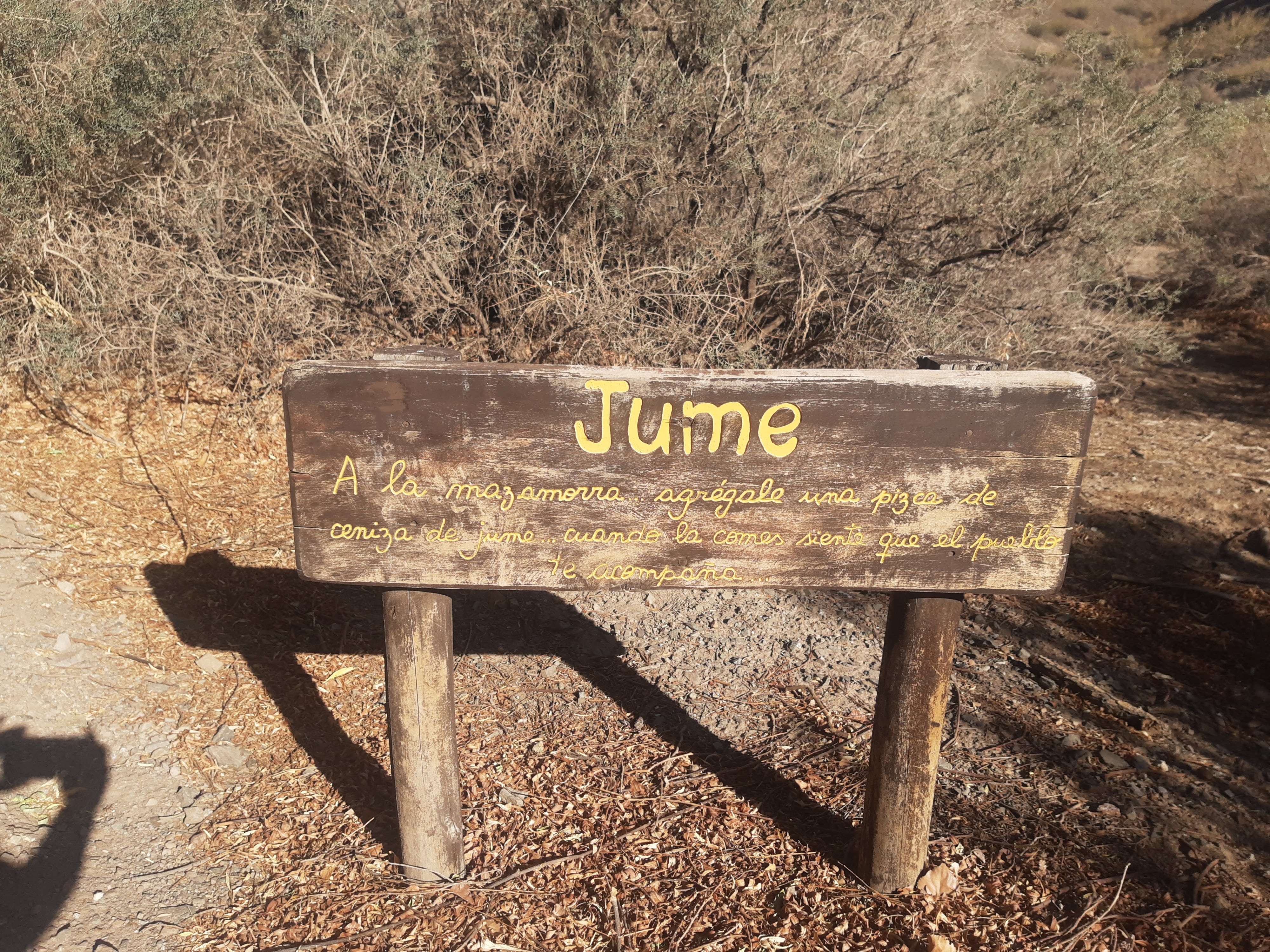
Flora del parque
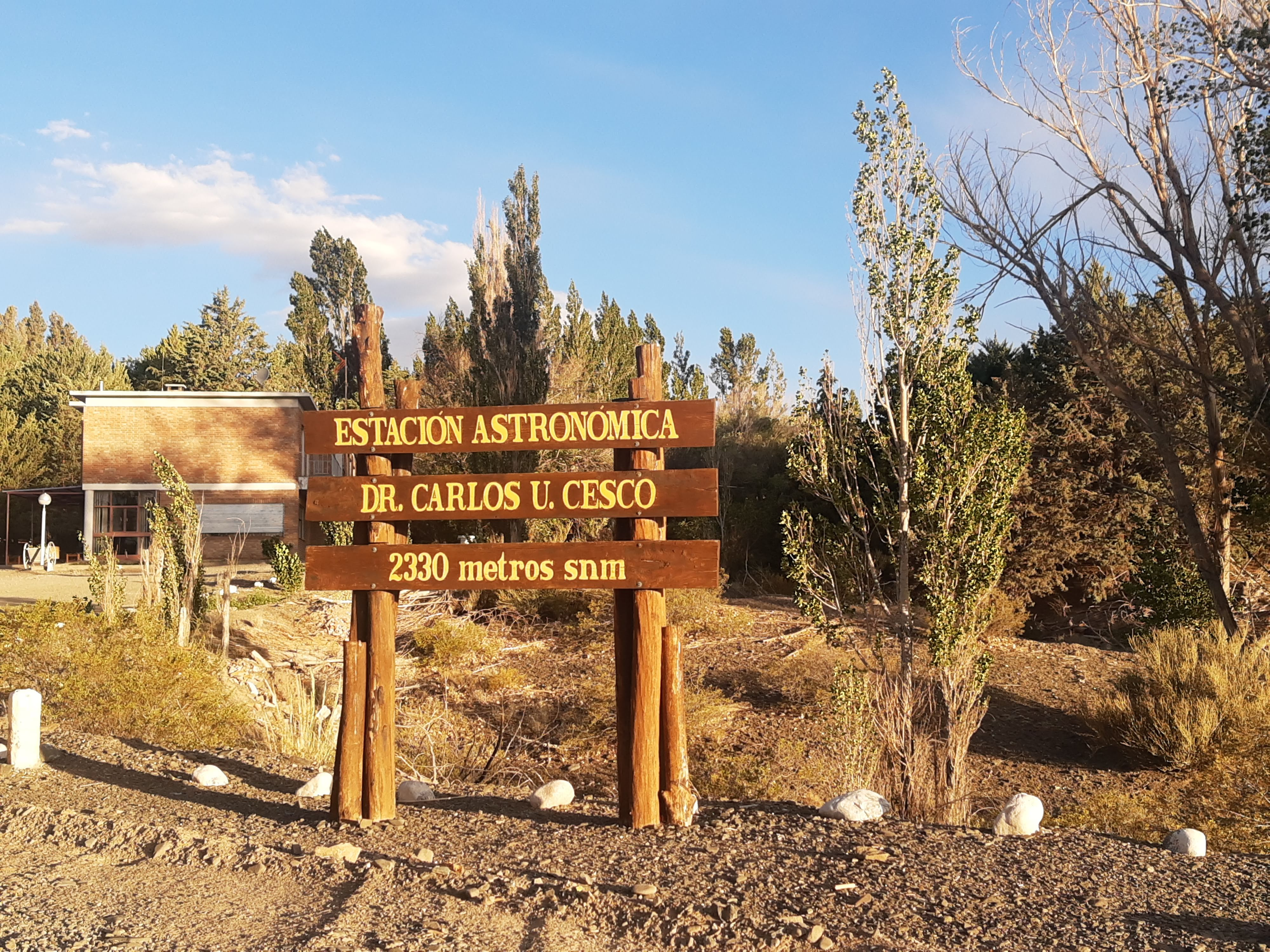
Estación astronómica Carlos U. Cesco
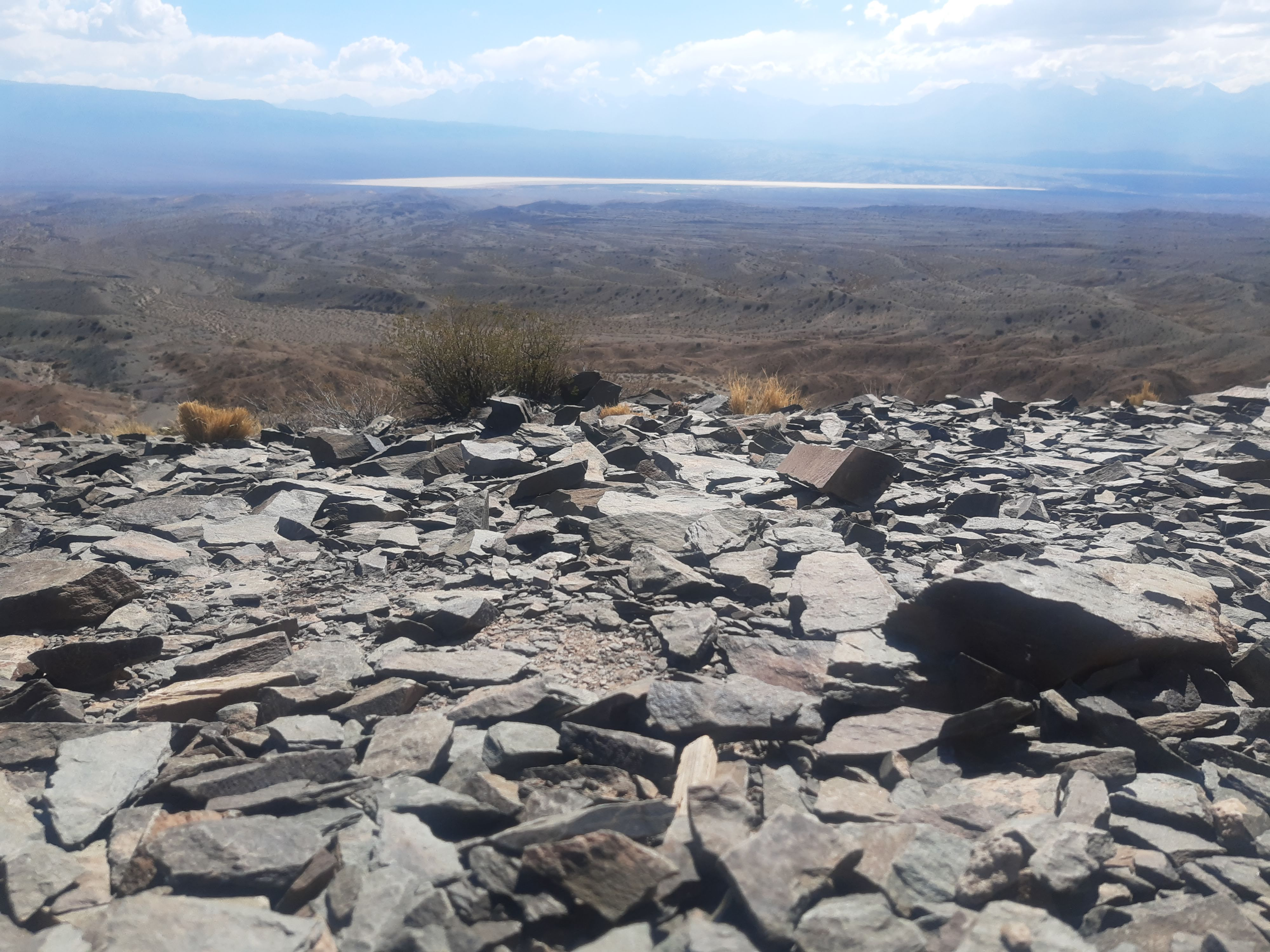
Cima del cerro
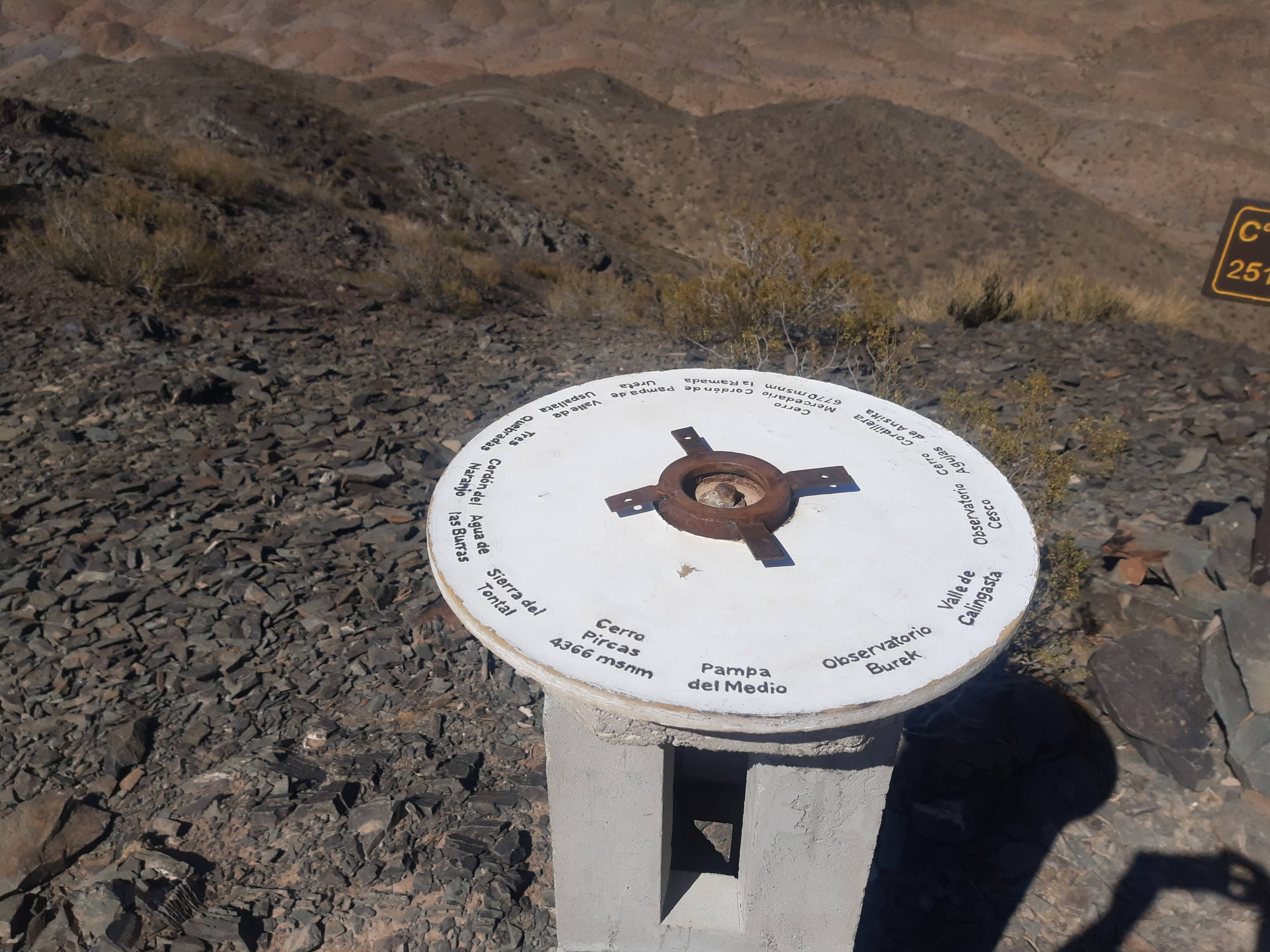
Orientación en la cima del cerro
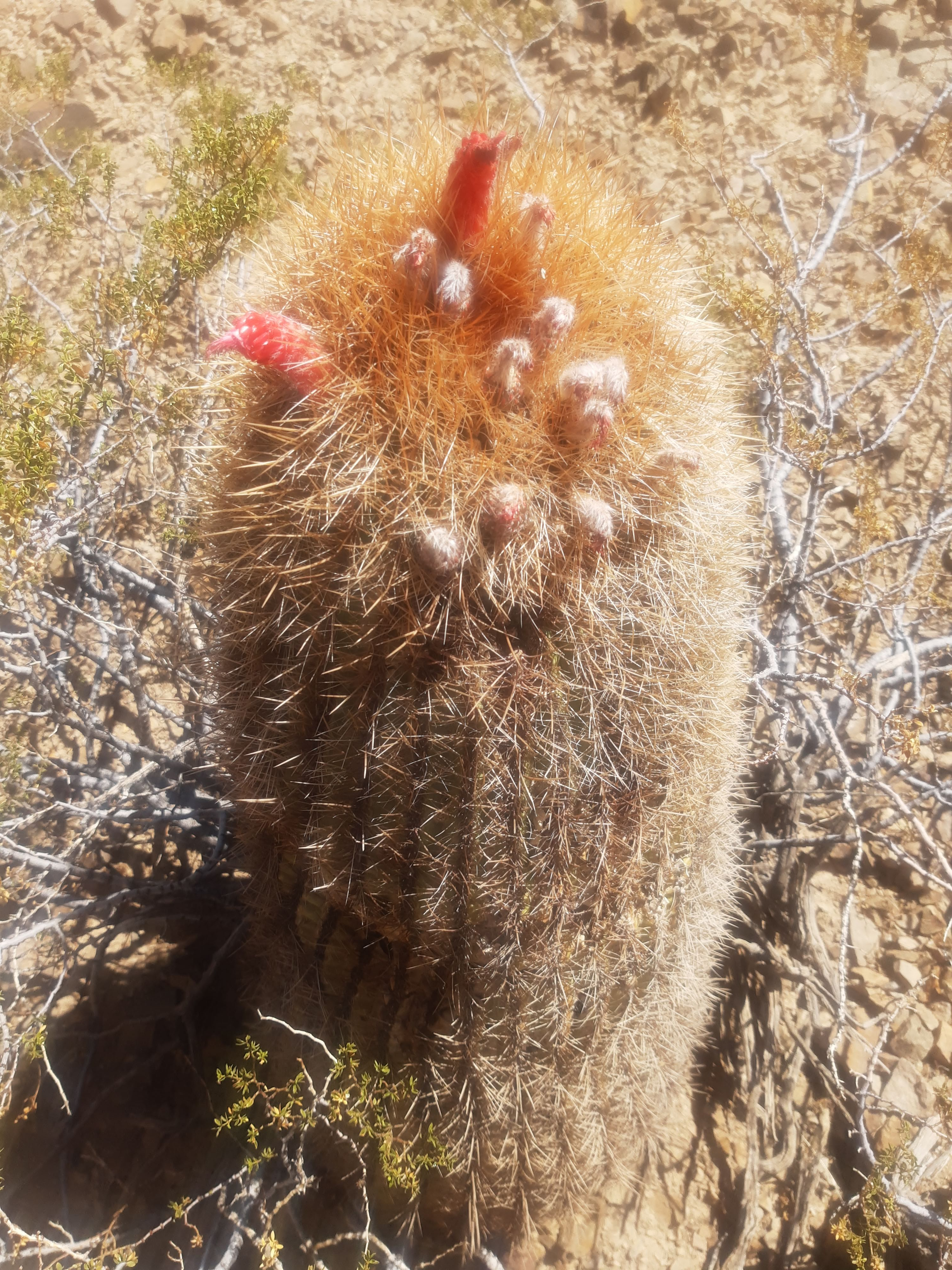
Flora del parque